# M...signor Molente
M...signor Molente è un album di Benito Urgu pubblicato in formato musicassetta da Bu Record con numero di catalogo BU 024.

## L'album
Nonostante in copertina non venga specificato, al termine della seconda parte di Schegge è nuovamente presente il brano M...... Signor Molente, parodia del brano Signor tenente di Giorgio Faletti.
L'album è stato ristampato una prima volta con il titolo Schegge: I segreti di Twin Pirri. Nel 2003 è stato ristampato una seconda volta in CD da Frorias Edizioni con il titolo di Ambarabà cicì cocò, aggiungendo il brano inedito Ambrabà cicì cocò.

## Tracce

### M...signor Molente
Testi e musiche di Benito Urgu.
1. M...... Signor Molente – 2:50
2. Schegge (Parte Prima) – 21:00
3. Schegge (Parte Seconda) – 23:00

### Schegge: I segreti di Twin Pirri
Testi e musiche di Benito Urgu.
1. Schegge di qua (Parte Prima) – 21:00
2. Schegge di là (Parte Seconda) – 19:28

### Ambarabà cicì cocò
Testi e musiche di Benito Urgu.
1. Ambrabà cicì cocò – 2:05
2. Schegge (Parte Prima) – 21:00
3. Schegge (Parte Seconda) / M...... Signor Molente – 23:00